# Heller International Building
Le Heller International Building est un gratte-ciel de 183 mètres de hauteur construit à Chicago aux États-Unis de 1990 à 1992.

## Description
L'immeuble a été conçu par l'architecte Adrian Smith de l'agence Skidmore, Owings and Merrill. Comme les autres immeubles de cet architecte, le hall (lobby) du Heller building est somptueusement décoré.
Au coin sud-est, une tourelle allant du bas au haut de l'immeuble est le point le plus élevé du bâtiment. La nuit, elle est illuminée par des lumières blanches.
Le long du côté sud du hall, une série de fontaines prend place dans un long bassin.